# Noriaki Kasai
Noriaki Kasai (n. 6 iunie 1972, Shimokawa⁠(d), Prefectura Hokkaidō, Japonia) este un săritor cu schiurile ce a reprezentat Japonia, medaliat olimpic. A participat la 8 ediții ale Jocurilor Olimpice (1992, 1994, 1998, 2002, 2006, 2010, 2014, 2018) în care a câștigat două medalii de argint și o medalie de bronz.